# Râul Aluniș, Vițău
Râul Aluniș este un mic curs de apă, afluent al râului Vițău în județul Suceava.  

## Hărți
- Harta județului Suceava
- Harta Obcinele Bucovinene  Arhivat în 30 iulie 2009, la Wayback Machine.